# 성뉘의 대가
승녀적대가(중국어 간체자: 胜女的代价/SOP女王, 정체자: 勝女的代價/SOP女王, 병음: Shèng nǚ de dài jià / SOP nǚ wáng 성뉘더다이자/에스오피뉘왕[*], 한자음: 승녀적대가/SOP 여왕，영어: The Queen of SOP 더 퀸 오브 에스오피[*])는 2012년 방송되었던 중국의 드라마이다.

## 주요 출연진
- 진교은 - 린샤오제 (林曉潔) 역
- 장한 - 탕쥔 (湯駿) 역
- 고이상 (高以翔) - 가오쯔치 (高子齊) 역
- 장멍 - 쩡추추 (曾楚楚) 역
- 장이 - 바이지칭 (白季晴) 역

## 사이트
- 승녀적대가 공식 페이스북
- 승녀적대가 팬 페이스북
- 승녀적대가 공식 홈페이지
- 승녀적대가 NAVER